# Erythrogonys cinctus
Il corriere dalle ginocchia rosse (Erythrogonys cinctus Gould, 1838), è un uccello della famiglia dei Charadriidae, unico rappresentante del genere Erythrogonys.

## Distribuzione e habitat
Questo uccello vive nella Nuova Guinea meridionale e in Australia. È di passo in Tasmania, Nuova Zelanda e Palau.